# Foder (rymdmått)
Foder var i äldre tid Sveriges största rymdmått. Det rymde 360 kannor eller 942,12 liter. Namnet är lågtyskt och känt sedan medeltiden. Måttet användes främst för vin. Ibland kom det att även användas för en last eller vagnslast, eftersom det stora laggkärlet fick lastas på en tvåspannsvagn vid transport.